# 博斯運動頻道
博斯運動頻道(Sportcast Sports Television Channel)，為華人衛星電視傳播機構旗下的體育頻道品牌，由博斯數位股份有限公司經營，於中華電信MOD及部分數位有線電視系統業者播送，是台灣第一個全方位體育家族頻道。

## 歷史
2006年年初，華人衛星電視傳播機構成立博斯數位股份有限公司。
2006年7月，博斯高爾夫頻道開播，是高爾夫球專業頻道。
2014年3月，博斯數位取得中華職棒25年轉播權，並於旗下的博斯運動網及博斯無限台播出。
2014年4月，博斯數位跟華視達成協議，華視宣布將從4月20日開始起接收博斯運動網訊號轉播中華職業棒球大聯盟賽事，將固定週日下午在華視主頻及華視HD頻道轉播中職賽事。
2014年7月19日，MPS公司宣佈與中華職業棒球大聯盟解除轉播合約，故MPS從本22日起不再提供中華職棒25年賽事轉播訊號給博斯。
2014年8月11日，義大犀牛領隊謝秉育表示，雖然本年博斯確定無法繼續轉播中華職棒賽事，但由於中職賽事電視轉播權已由各球團各自經營，2015年博斯還是有機會轉播中職賽事。
2015年9月4日，博斯電玩台開播，徐展元擔任首任台長。
2016年3月15日，台北地方法院判決，博斯2年前簽備忘錄取得中華職棒轉播權，後來因故未簽約而轉播上百場比賽，博斯應給付中職4球團轉播權利金共新台幣8625萬元。
2018年5月22日，宣布取得韓國職棒該年度球季的台灣地區轉播總代理。5月24日開始每天直播韓職比賽。
2018年10月，宣布取得美國NCAA一級男子籃球錦標賽2年的台灣地區轉播總代理。開始每天直播比賽。
2019年2月25日，博斯電玩台更名為博斯無限二台。
2019年4月3日，宣布取得中華職棒大聯盟富邦悍將MOD主場轉播權（和台灣優視合作），4月5日開始直播比賽；相隔5年重返中職轉播。
2020年6月6日，轉播高中籃球聯賽乙級全國八強賽事。
2021年，取得網球4大賽轉播權
2022年4月1日，宣布取得中華職棒大聯盟中信兄弟主場轉播權（和緯來體育台合作），4月2日開始直播比賽；相隔2年第三度重返中職轉播。
2024年3月26日，宣布取得中華職棒大聯盟統一7-ELEVEn獅主場轉播權（和台灣優視連播），3月31日開始直播比賽；相隔1年第四度重返中職轉播。
2024年9月19日，台灣職業籃球大聯盟開季記者會宣布為賽事轉播單位。

## 旗下頻道
凱擘大寬頻／台灣大寬頻
- 博斯運動Ⅰ 76頻道
- 博斯運動Ⅱ 249／705頻道
- 博斯高球Ⅰ 244／701頻道
- 博斯高球Ⅱ 245／704頻道
- 博斯無限Ⅰ 250／702頻道
- 博斯無限Ⅱ 246／706頻道
- 博斯網球   248／700頻道
- 博斯魅力   247／703頻道

中嘉
- 博斯運動Ⅰ 209頻道
- 博斯運動Ⅱ 242頻道
- 博斯高球Ⅰ 243頻道
- 博斯高球Ⅱ 244頻道
- 博斯無限Ⅰ 247頻道
- 博斯無限Ⅱ 248頻道
- 博斯網球   246頻道
- 博斯魅力   245頻道

北都
- 博斯運動Ⅰ 76頻道
- 博斯運動Ⅱ 203頻道
- 博斯高球Ⅰ 207頻道
- 博斯高球Ⅱ 208頻道
- 博斯無限Ⅰ 205頻道
- 博斯無限Ⅱ 200頻道
- 博斯網球   202頻道
- 博斯魅力   206頻道

中華電信MOD
- 博斯運動Ⅰ 212頻道
- 博斯運動Ⅱ 217頻道
- 博斯高球Ⅰ 204頻道
- 博斯高球Ⅱ 205頻道
- 博斯無限Ⅰ 208頻道
- 博斯無限Ⅱ 209頻道
- 博斯網球   206頻道
- 博斯魅力   207頻道

### 網路直播
- 博斯精采賽（歡樂看Fain TV）

## 主播群
- 羅國禎
- 楊博智
- 林俊達
- 簡政光（特約）
- 劉虹蘭（特約）

## 前主播
- 錢定遠（兼任顧問）
- 李瑋浩（特約）
- 徐展元（兼任無限台、電玩台台長）
- 楊政典
- 詹啟聖